# Colonia Brazi, Prahova
Colonia Brazi este o localitate în județul Prahova, Muntenia, România. A fost întemeiată cu peste 60 de ani în urmă pentru a caza muncitorii Rafinăriei Brazi.
 Acest articol despre o localitate din județul Prahova este deocamdată un ciot. Puteți ajuta Wikipedia prin completarea lui.